# Šmihel pri Žužemberku

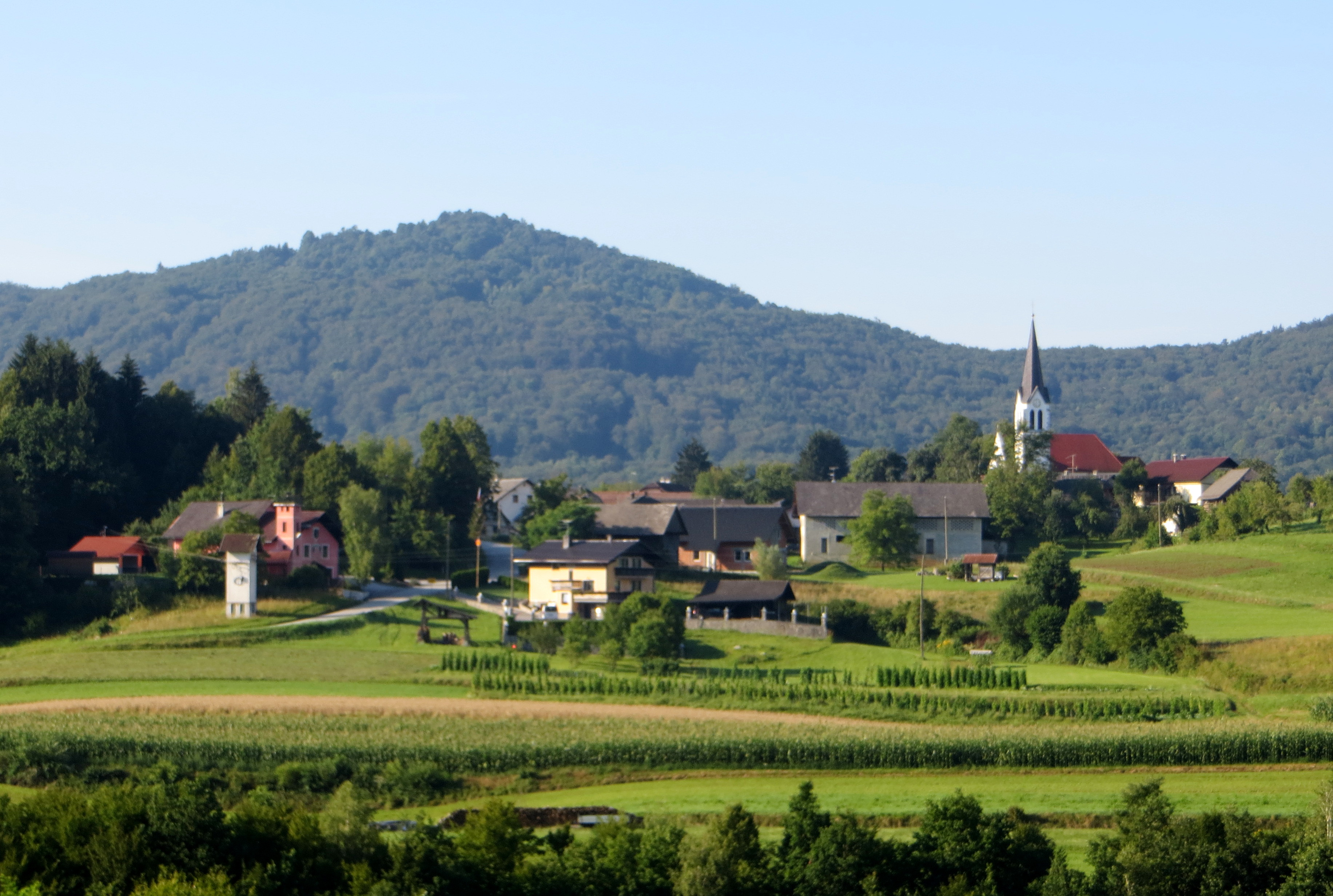
Smihel pri Zuzemberku

Šmihel pri Žužemberku – ausgesprochen [ʃmiˈxeːu̯ pɾi ˈʒuːʒɛmbɛɾku] – (deutsch Sankt Michael in der Unterkrain) ist ein Dorf in der Gemeinde Žužemberk am rechten Ufer der Krka (Gurk), nordwestlich von Žužemberk.
Die Gegend ist Teil der historischen Region Unterkrain und gehört heute zur Region Jugovzhodna Slovenija (Südost-Slowenien).

## Name
Der Ortsname wurde 1955 von Šmihel in Šmihel pri Žužemberku geändert.

## Kirche

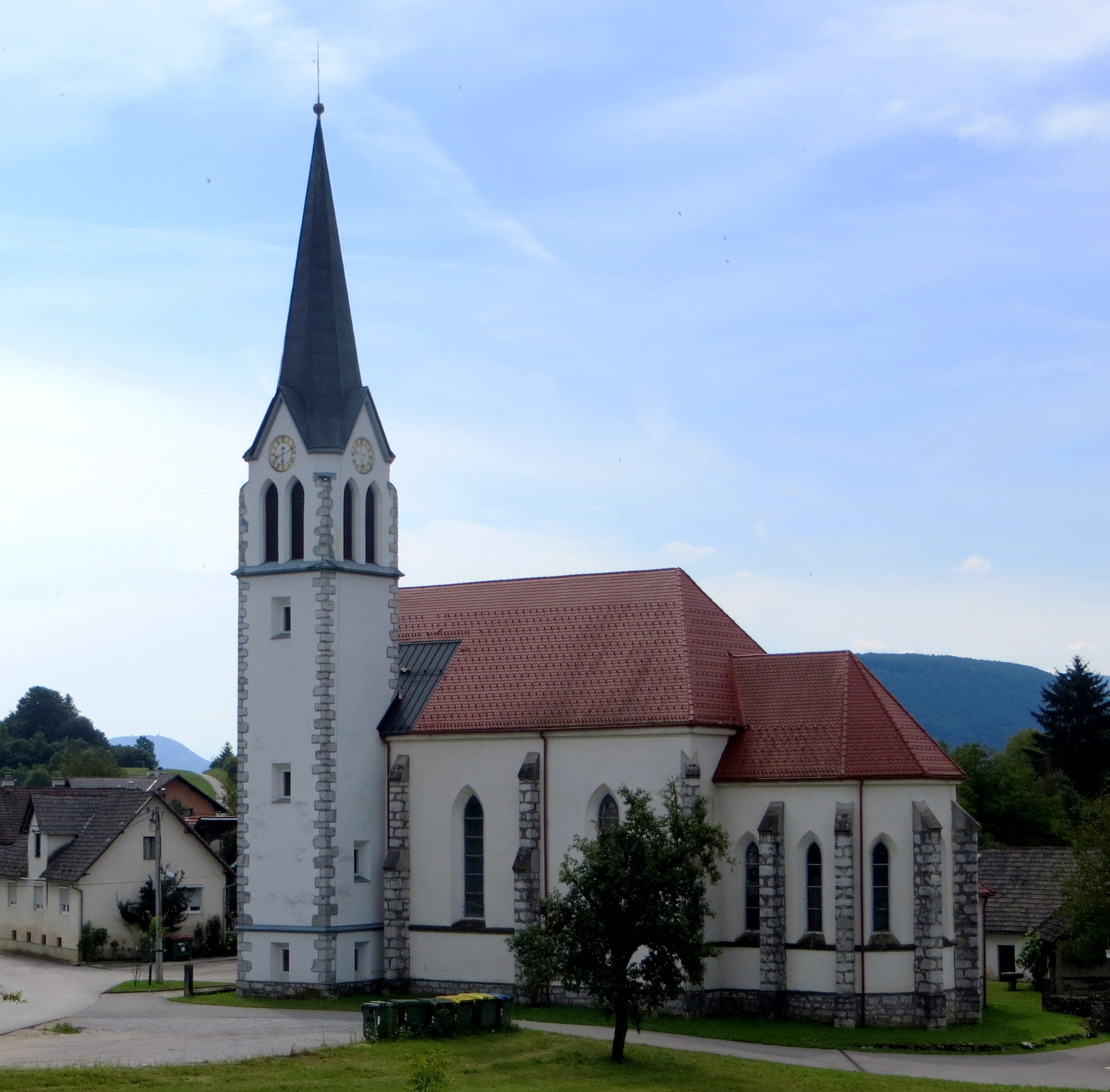
St. Michael, Šmihel pri Žužemberku

Die Ortskirche ist dem Erzengel Michael geweiht und gehört zur Pfarrei Žužemberk. Das Gebäude aus dem Jahr 1908 ersetzt eine Vorgängerkirche aus dem 12. Jahrhundert.